# پیز زوپو
پیز زوپو (به لاتین: Piz Zupò) یک کوه در سوئیس است که در کانتون گراوبوندن واقع شده‌است. پیز زوپو ۳٬۹۹۶ متر بالاتر از سطح دریا واقع شده‌است.